# 紅發玩具
紅發玩具有限公司，簡稱紅發玩具，（英語：RBI Industries Holdings Limited，除牌當時為0566.HK），曾是香港交易所上市。
主要業務生產、分銷玩具產品，1985年由葉潤權創立，1995年以「紅發集團有限公司」上市。
由於國內成本上漲，把49%股權出售給葉潤權，同時收購太陽能產業，由鉑陽太陽能取代。

## 外部連結
- 紅發玩具 （页面存档备份，存于）